# Bartolomeo Malipiero
Bartolomeo Malipiero (Padova, ... – Brescia, 4 novembre 1464) è stato un vescovo cattolico italiano.

## Biografia
Di origine veneta divenne vescovo di Brescia nel 1457. Durante la sua reggenza, nel 1462, sappiamo che rinunciò ai suoi diritti feudali sulla città di Pisogne in cambio della proprietà di Bagnolo Mella riservandosi la torre cittadina detta "Pegol", che si erge sulla piazza del mercato e che solo nell'Ottocento fu acquistata dal comune dalla diocesi bresciana
Morì a Brescia, in conseguenza del morso di un suo cagnolino idrofobo, il 4 novembre 1464.

## Stemma
- D'argento al semivolo rivoltato di nero, completo del suo artiglio[1]